# Panathlon
Il Panathlon (dal greco pan= tutto e athlon=gara e, per estensione, sport) è un'associazione culturale in campo sportivo, fondata a Venezia il 12 giugno 1951 dal colonnello Mario Viali e altri 24 fondatori, fra i quali il conte Ludovico Foscari che ne ha proposto il nome e coniato anche il motto. 
L'associazione, cresciuta dapprima in Italia, è divenuta internazionale a partire dal 14 maggio 1960, col nome di Panathlon International. Quest'ultima è riconosciuta dal CIO fin dal 1982 ed è associata a SportAccord, International Council of Sport Science and Physical Education (ICSSPE) e Comitato Internazionale per il Fair Play (CIFP).

## Finalità

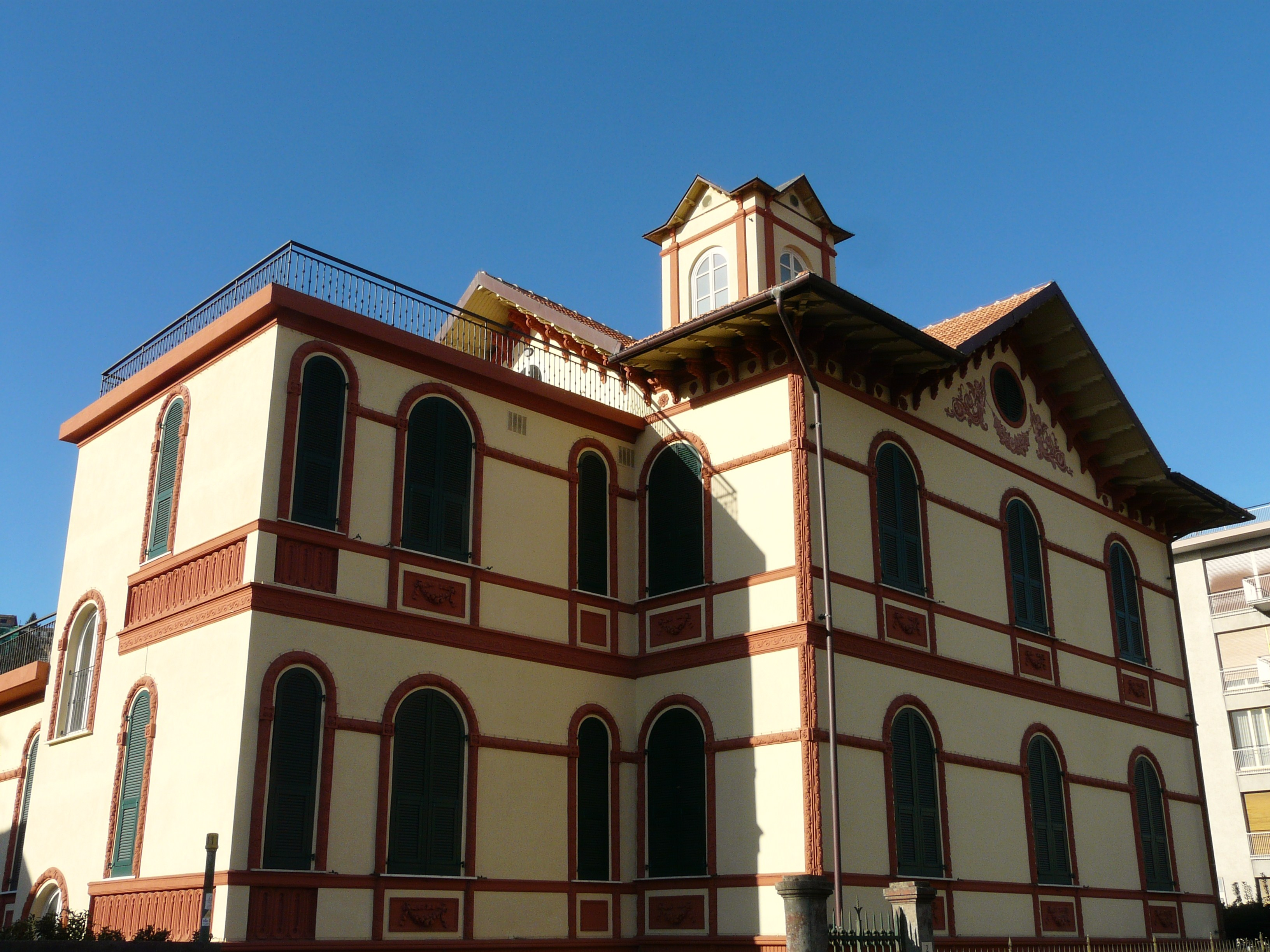
Villa Queirolo a Rapallo, sede del Panathlon International.

Lo scopo del Panathlon è l'affermazione dell'ideale sportivo e dei suoi valori morali e culturali, quale strumento di formazione ed elevazione della persona e di solidarietà tra gli uomini e i popoli. Pertanto il Panathlon si propone di:
- favorire l'amicizia tra tutti i panathleti e quanti operano nella vita sportiva;
- diffondere a tutti i livelli, con azioni sistematiche e continue, la concezione dello sport ispirato al fair play, quale elemento culturale degli uomini e dei popoli;
- promuovere studi e ricerche sui problemi dello sport e dei suoi rapporti con la società, divulgandoli nell'opinione pubblica in collaborazione con la scuola, l'università ed altre istituzioni culturali;
- partecipare alla elaborazione delle normative sportive, intervenendo nei procedimenti di proposta, consultazione e programmazione nel campo dello sport, con le modalità previste dai singoli ordinamenti nazionali e regionali;
- adoperarsi affinché la possibilità di una sana educazione sportiva venga garantita ad ognuno, senza distinzione di razza, di sesso e di età, soprattutto attraverso la promozione di attività giovanile e scolastica, culturale e sportiva;
- incentivare e sostenere, quale insieme di Clubs di servizio, le attività a favore dei disabili, e quelle per la prevenzione della tossicodipendenza ed il recupero delle sue vittime, le iniziative di solidarietà con i veterani sportivi, la promozione e la realizzazione dei programmi di educazione alla non violenza e di dissuasione dal doping;
- sostenere il Movimento Olimpico nelle azioni concordanti con le finalità dell'Associazione;
- promuovere l'espansione del movimento panathletico in tutto il mondo mediante la costituzione di nuovi Club.